# Dörrienschule

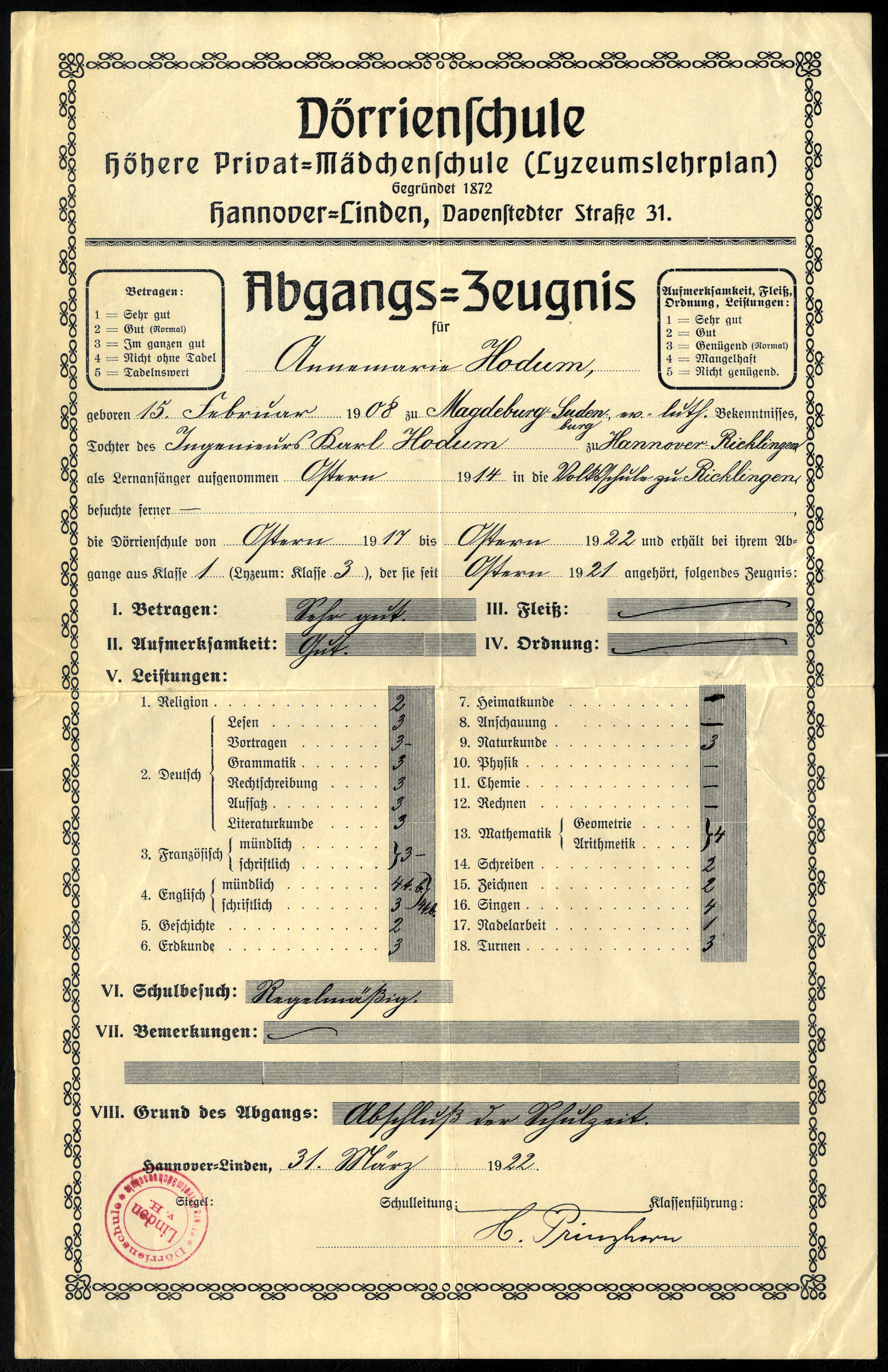
„Abgangs-Zeugnis“ von Ostern 1922 nach Ablauf der Gesamtschulzeit von 8 Jahren für Annemarie, Tochter des Ingenieurs Karl Hodum aus Hannover-Ricklingen;
mit Hinweis auf das Gründungsjahr 1872 und das Lyzeum als Privatschule

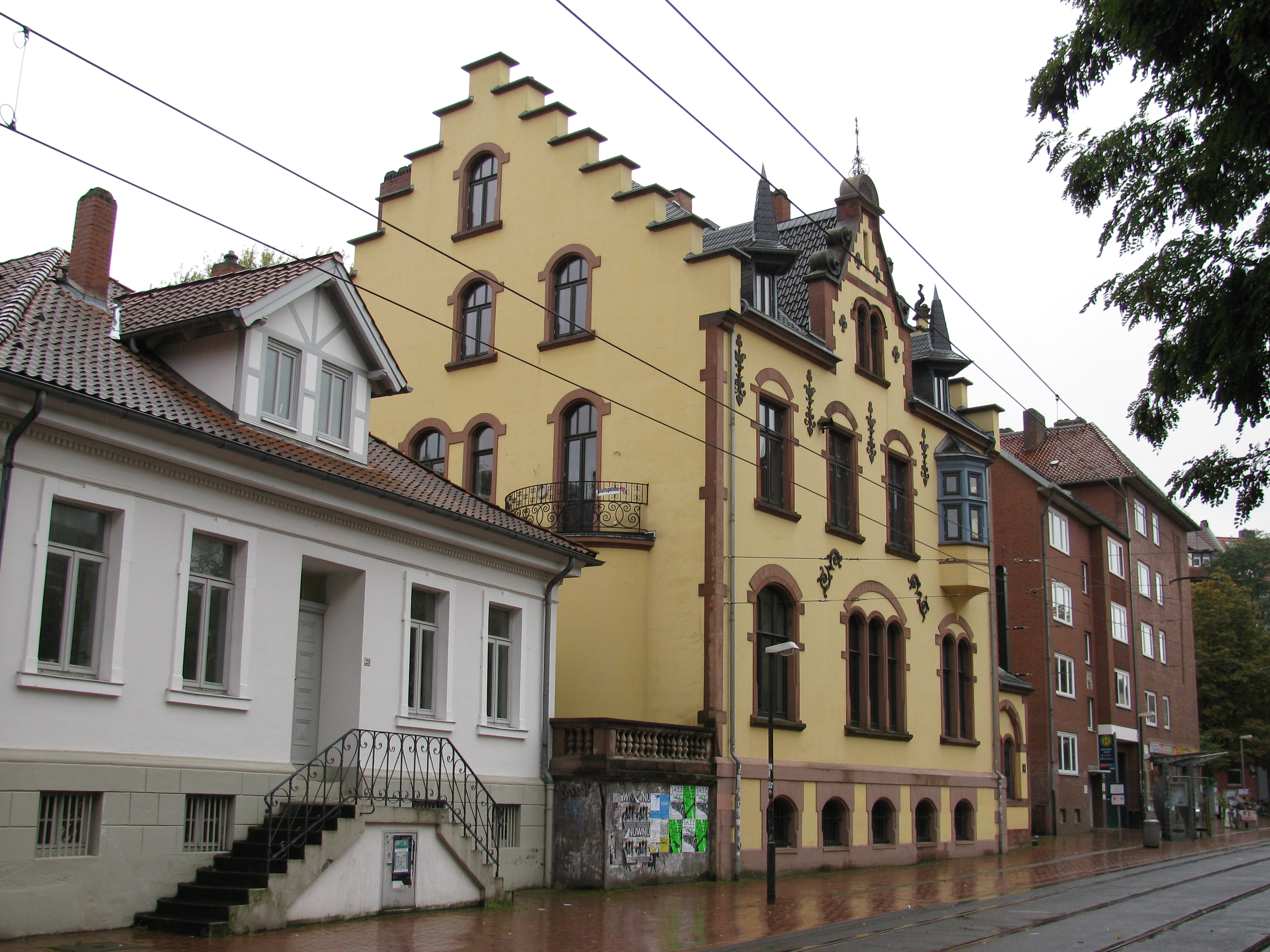
Gebäude der Schule (Bildmitte) im Jahr 2019

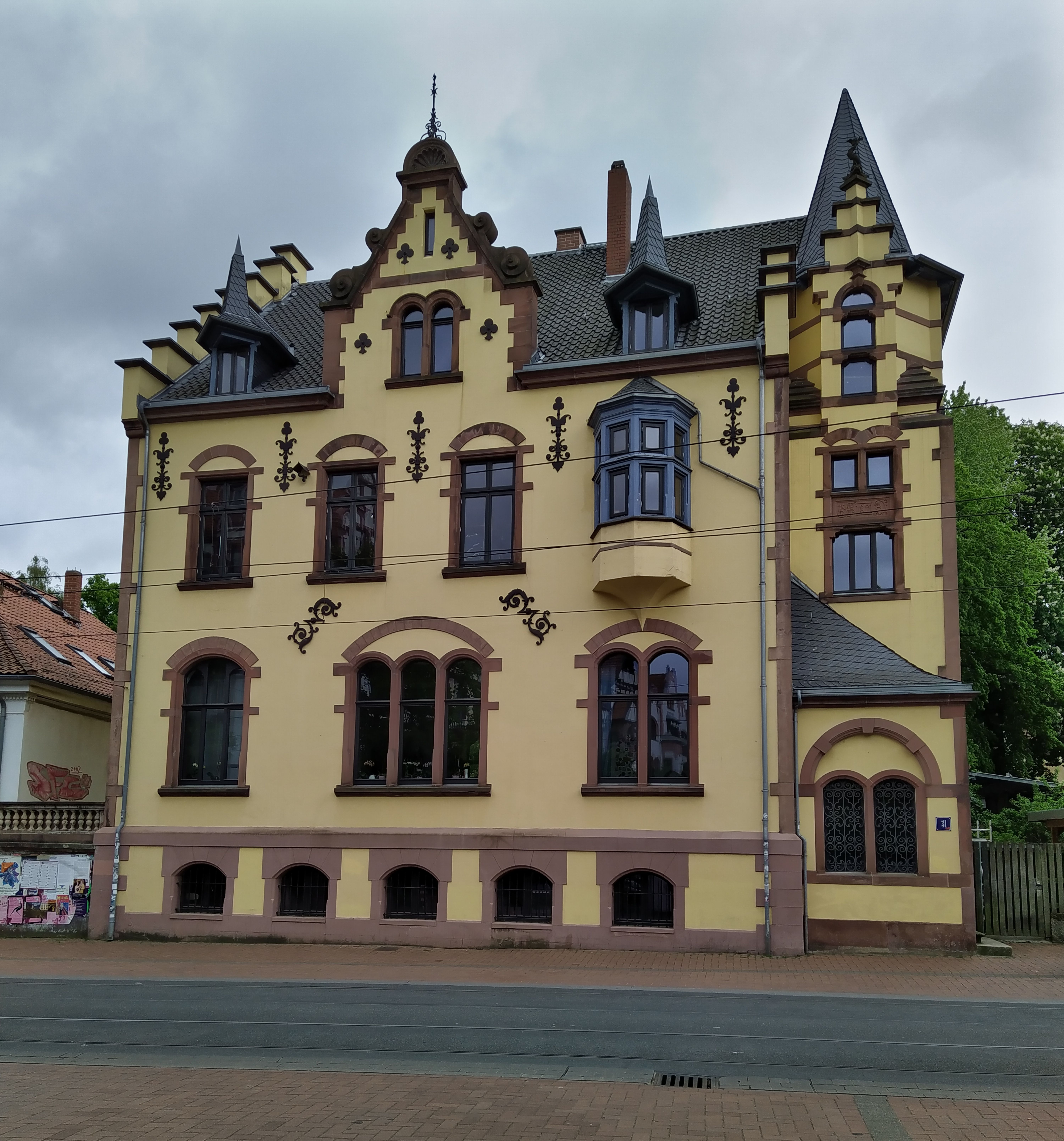
Nordseite zur Davenstedter Straße

Die Dörrienschule in Hannover, auch Dörriesschule oder Dörriesche Töchterschule genannt, war eine Höhere Mädchenschule, die etwa mit einer Mittelschule für Mädchen vergleichbar war. Ab etwa 1910 war die Schule in der Davenstedter Straße 31 untergebracht, einem schon im 19. Jahrhundert errichteten und heute denkmalgeschützten Gebäude im hannoverschen Stadtteil Linden-Mitte.

## Geschichte und Beschreibung
Die Dörrienschule war zu Beginn der Gründerzeit des Deutschen Kaiserreichs im Jahr 1872 als Privatschule gegründet worden.
Das Gebäude unter der Adresse Davenstedter Straße 31 wurde allerdings erst im Jahr 1891 errichtet in einer für die Mittelschicht der damaligen Zeit entsprechenden Architektur. Der Baukörper wurde asymmetrisch mit Anbauten, Erker und Ausbauten des Daches versehen, die Gliederung des Putzbaus durch Sandstein-Elemente hervorgehoben. Der Dekor orientierte sich dabei an einer zuvor im späten 16. und Anfang 17. Jahrhundert ausformulierten Architektur.
Das Gebäude harmoniert als südlicher optischer Abschluss der – jüngeren – Beethovenstraße. Als Dörrienschule fand es allerdings erst ab etwa 1910 Verwendung.